# NGC 4372
NGC 4372 (noto anche come C 108) è un ammasso globulare nella costellazione australe della Mosca.

## Osservazione
È facile da trovare, mezzo grado a sud-ovest della brillante stella γ Muscae; si tratta di un oggetto sfuggente, la cui magnitudine complessiva è pari a 7,8. È difficile da scorgere con un binocolo, mentre un telescopio Newtoniano già lo risolve in stelle, essendo uno degli ammassi meno concentrati che si conoscano (classe XII). La distanza è stimata intorno ai 6kpc, che equivalgono a poco meno di 20.000 anni-luce.
In fotografie a grande campo e a lunga esposizione, si evidenzia una sottile striscia scura (chiamata in inglese Dark Doodad) che si origina ad ovest di NGC 4372 e prosegue verso nord-est per circa 3 gradi, formando un leggero arco intorno a Gamma Muscae.

## Caratteristiche
NGC 4372 è uno degli ammassi globulari meno concentrati: con un potente telescopio appare già completamente risolto in stelle, e nelle foto a lunga posa ha quasi l'aspetto di un ammasso aperto iperconcentrato, che di un ammasso globulare vero e proprio. Le sue stelle principali sono di dodicesima magnitudine. All'interno dell'ammasso sono state identificate una ventina di stelle variabili, di cui otto sono del tipo SX Phe (simili alle Delta Scuti, ma povere in metalli), mentre altre otto sono delle binarie a eclisse e spettroscopiche. La completa assenza delle variabili RR Lyrae conferma il fatto che NGC 4372 sia in generale molto povera in metalli; a titolo di esempio, una stella di questo ammasso ha il 20% del ferro presente nel Sole.

### Libri
- (EN) Stephen James O'Meara, Deep Sky Companions: The Caldwell Objects, Cambridge University Press, 2003, ISBN 0-521-55332-6.

### Carte celesti
- Tirion, Rappaport, Lovi, Uranometria 2000.0 - Volume II - The Southern Hemisphere to +6°, Richmond, Virginia, USA, Willmann-Bell, inc., 1987, ISBN 0-943396-15-8.
- Tirion, Sinnott, Sky Atlas 2000.0 - Second Edition, Cambridge, USA, Cambridge University Press, 1998, ISBN 0-933346-90-5.
- Tirion, The Cambridge Star Atlas 2000.0, 3ª ed., Cambridge, USA, Cambridge University Press, 2001, ISBN 0-521-80084-6.